# Artur Galceran i Granés
Artur Galceran i Granés (Girona, 1850 - Barcelona, 1919) va ser un metge psiquiatre català.

## Metge psiquiatre
Deixeble principal de Joan Giné i Partagàs, profundament determinista, porta a l'extrem les doctrines organicistes del mestre. Inicia la seva formació en el psiquiàtric de la Nova Betlem de Barcelona, quan aquest es trobava a Sant Gervasi, i després passa a ser director del psiquiàtric de Sant Boi de Llobregat fins al 1895. Posteriorment col·labora en l'Institut Pere Mata de Reus i finalment només atendrà pacients a la seva consulta privada de la ronda Universitat de Barcelona, on aplicà l'electroteràpia a les malalties mentals. El 1911 va fundar la Societat de Psiquiatria i Neurologia de Barcelona, que va ser la primera societat neurològica de Catalunya i precursora de la Societat Catalana de Neurologia. En va ser també el primer president, de 1911 a 1915, any en què el va rellevar Domènech Martí i Julià.
Artur Galceran va desenvolupar la seva carrera professional en un temps en què la psiquiatria i la neurologia constituïen una única especialitat mèdica, la neuropsiquiatria i ell mateix, en les seves publicacions es descrivia com a «neuròleg i mentalista». Tanmateix, en la història de la medicina catalana, la seva faceta mèdica més coneguda és la de psiquiatre.

## Publicacions
Té una extensa obra escrita. Col·labora, entre d'altres, en les revistes La Independencia Médica, Revista Frenopática Barcelonesa i Gaceta Médica Catalana. Dirigeix el Butlletí del psiquiàtric de Sant Boi de Llobregat i les revistes Archivos de Terapeútica de las enfermedades nerviosas y mentales i Anales de la Sociedad de Psiquiatría y Neurología. Alguns dels seus llibres són: Tractat de dermatosis nervioses (1883), El determinismo en la voluntad. Responsabilidad parcial de los alienados (1884), Ensayo de clasificación anatomopatológico de las vesanías (1889), Ejecutoria en favor del Manicomio de San Baudilio de Llobregat (1889), El moderno Manicomio de Sant Baudilio de Llobregat(1892), Neuropatología y Psiquiatría Generales (1895) i Casuística y terapéutica de la delincuencia (1912).